# 基隆港口藝術雙年展
基隆港口藝術雙年展（英語：Keelung Harbor Biennale）是由基隆市政府聯合基隆市文化局所舉辦的藝術類雙年展，目的為推廣當代藝術及提升城市美學。2018年舉辦第一屆，邀請到國內外二十多位當代藝術家共同參與策劃。

## 歷屆展覽資訊
| 屆數 | 年份 | 主題     | 舉辦日期                     |
| ---- | ---- | -------- | ---------------------------- |
| 一   | 2018 | 問津     | 2018年9月25日-2018年11月4日  |
| 二   | 2020 | 海的一日 | 2020年9月25日-2020年10月11日 |
| 三   | 2022 |          |                              |

## 相關連結
- 關渡雙年展
- 臺北雙年展
- 大臺北當代藝術雙年展
- 臺灣美術雙年展
- 亞洲藝術雙年展
- 雙年展
- 臺灣當代一年展
- 台灣國際錄像藝術展